# (16247) Esner
(16247) Esner (2000 HY11) – planetoida z pasa głównego asteroid okrążająca Słońce w ciągu 4,82 lat w średniej odległości 2,85 j.a. Odkryta 28 kwietnia 2000 roku.